# Mario César Ramírez
Mario César Ramírez Estigarribia (Limpio, Paraguay; 25 de mayo de 1965) es un exdefensor y entrenador de fútbol paraguayo.

## Carrera profesional

### Como jugador
Ramírez inició su carrera en las divisiones juveniles del Club 1 de Mayo de Limpio y luego se trasladó al Club Fulgencio Yegros, también de la ciudad de Limpio. Sus buenas actuaciones llamaron la atención del Club Sol de América de la 1ª división paraguaya, que lo fichó por cinco años. Durante sus años en El Danzarín, Ramírez ganó su primer título de la primera división en 1986 y fue subcampeón con el equipo en 1988. 
A continuación, pasó por argentina para jugar por Textil Mandiyú en 1989, antes de regresar a Paraguay fichado por Olimpia de Asunción, donde ganó títulos nacionales e internacionales como la Copa Libertadores 1990 y la Supercopa Sudamericana. Luego fue transferido al CD Veracruz de México y jugó durante un año y medio en el equipo antes de tener problemas contractuales que lo mantuvieron fuera de las canchas por más de 2 años. Luego de solucionar su problema contractual fue liberado por Veracruz y en 1998 regresó a Paraguay para jugar en equipos como Sportivo Luqueño, Tembetary, Guaraní y 12 de Octubre antes de retirarse.
Ramírez también sirvió para la selección de Paraguay, jugando la Copa América 1993.

### Como entrenador
Tras su retiro como futbolista se convirtió en técnico y dirigió equipos como el Club 12 de Octubre, el Club Martín Ledesma y el Club Silvio Pettirossi.

## Clubes

### Como jugador
| Club                       | País     | Año         |
| -------------------------- | -------- | ----------- |
| Club 1.º de Mayo de Limpio | Paraguay | 1981        |
| Club Flugencio Yegros      | Paraguay | 1982 - 1983 |
| Sol de América             | Paraguay | 1984 - 1989 |
| Olimpia                    | Paraguay | 1990 - 1991 |
| Sol de América             | Paraguay | 1992        |
| Olimpia                    | Paraguay | 1993 - 1994 |
| CD Veracruz                | México   | 1994 - 1997 |
| Sportivo Luqueño           | Paraguay | 1998        |
| Atlético Tembetary         | Paraguay | 1999        |
| Guaraní                    | Paraguay | 2000        |
| 12 de Octubre FC           | Paraguay | 2001        |

## Títulos

### Como jugador
| Año  | Equipo         | Título                       |
| ---- | -------------- | ---------------------------- |
| 1986 | Sol de América | Primera División de Paraguay |
| 1990 | Olimpia        | Copa Libertadores            |
| 1990 | Olimpia        | Supercopa Sudamericana       |
| 1990 | Olimpia        | Recopa Sudamericana          |
| 1992 | Olimpia        | Torneo República             |
| 1993 | Olimpia        | Primera División de Paraguay |